# Międzynarodowe Stowarzyszenie Miast Orędowników Pokoju
Międzynarodowe Stowarzyszenie Miast Orędowników Pokoju (International Association of Peace Messengers Cities, IAPMC) zostało założone w celu uznawania oraz popierania roli i odpowiedzialności miast w budowaniu kultury pokoju.
Pierwsze spotkanie stowarzyszenia odbyło się w 1988 r., we francuskim Verdun. Zostało ono sformalizowane na spotkaniu Zgromadzenia Ogólnego ONZ w amerykańskim New Haven, w 1990 roku. Prawnie zostało zatwierdzone w marokańskim Marrakeszu, w 1991 r.
Ten ruch społeczny rozpoczął się w Międzynarodowym Roku Pokoju, w 1986 r., kiedy to wybrano 62 miasta spośród tysięcy. Przedstawiciele tych 62 miast spotkali się 7-8 września 1988 roku w Verdun, by uczestniczyć:

„w budowaniu świata mniej brutalnego a bardziej ludzkiego, świata tolerancji i wzajemności. W odniesieniu do realizacji wymagań pokoju bazujących na sprawiedliwości i prawach człowieka, by być lepiej zrozumianym."

Stowarzyszenie istnieje jako rezultat wyznaczenia na „Orędowników Pokoju” (Peace Messengers) przez Zgromadzenie Ogólne ONZ. Stanowczo wierzy się, że lokalne władze mają głęboki obowiązek przyjąć aktywną, twórczą rolę w tworzeniu kultury pokoju wraz z jej granicami.
Międzynarodowe Stowarzyszenie Miast Orędowników Pokoju zostało założone w 1996 roku i aktualnie zarządza programem w imieniu Sekretarza Generalnego Organizacji Narodów Zjednoczonych.
Obecnie nowe miasta członkowskie mogą ubiegać się o członkostwo, zapewniając, że spełniają i zgadzają się z kryteriami członkostwa albo kontaktując się z urzędnikami (prezes lub sekretarz generalny) lub którymkolwiek miastem członkowskim, które może wysunąć kandydaturę nowego miasta członkowskiego na posiedzeniu Zgromadzenia Ogólnego ONZ.

## Członkowie
Do 2006 roku Międzynarodowe Stowarzyszenie Miast Orędowników Pokoju liczy 87 członków, z czego 59 to miasta założycielskie.
Poniżej znajduje się pełna lista członków ułożona w porządku alfabetycznym. W nawiasach podano nazwy krajów, w których położone są miasta członkowskie.
| - Abidżan (Wybrzeże Kości Słoniowej), - Antwerpia (Belgia), - Arnhem (Holandia), - Asyż (Włochy), - Atlanta (USA), - Bandung (Indonezja), - Bangi (Republika Środkowoafrykańska), - Berlin (Niemcy), - Bogota (Kolumbia), - Brighton and Hove (Wielka Brytania), - Buenos Aires (Argentyna), - Cambridge (USA), - Czedżu (Korea Południowa), - Chicago (USA), - Como (Włochy), - Concord (USA), - Coventry (Wielka Brytania), - Dakar (Senegal), - Delhi (Indie), - Dhaka (Bangladesz), - Florencja (Włochy), - Freetown (Sierra Leone), - Genewa (Szwajcaria), - Hammam al-Anf (Tunezja), - Hawana (Kuba), - Helsinki (Finlandia), - Hiroszima (Japonia), - Jokohama (Japonia), - Kijów (Ukraina), | - Kopenhaga (Dania), - Koszyce (Słowacja), - Kragujevac (Serbia), - Kruševac (Serbia), - L’Hospitalet de Llobregat (Hiszpania), - La Paz (Boliwia), - La Plaine-sur-Mer (Francja), - Libreville (Gabon), - Lima (Peru), - Liège (Belgia), - Lizbona (Portugalia), - Lomé (Togo), - Lublin (Polska), - Madryt (Hiszpania), - Maputo (Mozambik), - Marrakesz (Maroko), - Marzabotto (Włochy), - Mediolan (Włochy), - Melbourne (Australia), - Milton Keynes (Wielka Brytania), - Mińsk (Białoruś), - Morphou (Cypr), - Moskwa (Rosja), - Nagasaki (Japonia), - Nowe Delhi (Indie), - New Haven (USA), - Oświęcim (Polska), - Pekin (Chiny), - Płońsk (Polska), | - Pori (Finlandia), - Praga (Czechy), - Puebla (Meksyk), - Quito (Ekwador), - Rawenna (Włochy), - Rijswijk (przedmieście Hagi, Holandia), - Rzym (Włochy), - San Francisco (USA), - San José (Kostaryka), - Petersburg (Rosja), - Sarajewo (Bośnia i Hercegowina), - Sheffield (Wielka Brytania), - Slovenj Gradec (Słowenia), - Soczi (Rosja), - Split (Chorwacja), - Suwon (Korea Południowa), - Sztokholm (Szwecja), - Taszkent (Uzbekistan), - Tbilisi (Gruzja), - Tokio (Japonia), - Toronto (Kanada), - Toruń (Poland), - Vancouver (Kanada), - Verdun (Francja), - Villa El Salvador (Peru), - Warszawa (Polska), - Wiedeń (Austria), - Wieluń (Polska), - Władywostok (Rosja), - Wollongong (Australia), - Wołgograd (Rosja), - Wrocław (Polska). |

### Członkowie Komitetu Wykonawczego
1. Brighton & Hove (Wielka Brytania)
2. Dakar (Senegal)
3. Delhi (Indie)
4. Genewa (Szwajcaria)
5. Kruševac (Serbia)
6. Lomé (Togo)
7. Marzabotto (Włochy)
8. New Haven (USA)
9. Płońsk (Polska)
10. Pori (Finlandia)
11. Slovenj Gradec (Słowenia)
12. Suwon (Korea Południowa)
13. Vancouver (Kanada)
14. Wołgograd (Rosja)
15. Warszawa (Polska)